# Parcela-Obory
Parcela-Obory (prononcé en polonais [parˈt͡sɛla ɔˈbɔrɨ]) est un village polonais de la gmina de Konstancin-Jeziorna, dans le powiat de Piaseczno, dans la voïvodie de Mazovie, dans le centre-est de la Pologne.

## Histoire
De 1975 à 1998, le village appartenait administrativement à la voïvodie de Varsovie.